# Lisa Wingate
Lisa Wingate (nascida em 1965 na Alemanha) é uma escritora americana.

## Biografia
Quando era mais nova, Lisa foi inspirada por um professor, que lhe disse que um dia poderia ser escritora. Lisa vive no Texas. Wingate já escreveu mais de 30 livros.
O escândalo da Tennessee Children's Home Society's, que envolveu o rapto de crianças e as suas adoções ilegais, é o tema do seu livro de 2017, Before We Were Yours. Before We Were Yours (em Portugal, Antes de Sermos Vossos) permaneceu na lista de bestsellers do New York Times durante cinquenta e quatro semanas, tendo vendido mais de dois milhões de cópias.
A outubro de 2019, Wingate e Judy Christie publicaram o livro Before and After: The Incredible Real-Life Stories of Orphans Who Survived the Tennessee Children's Home Society.  O livro serve como complemento da história do romance de 2017, contando histórias verdadeiras de crianças envolvidas no escândalo.

## Prémios
- Pat Conroy Southern Book Prize.[4]
- Oklahoma Book Award.
- RT Booklovers Reviewer's Choice Award.
- Vencedor do 2017 Goodreads Choice Award, na categoria Ficção Histórica com Before We Were Yours.[5]
- Before and After foi finalista dos 2019 Goodreads Choice Award para Não-ficção Histórica e Biografia.

## Obras

### Romances
- Tending Roses books
  - Tending Roses[6] (2001)
  - Good Hope Road[7] (2003)
  - The Language of Sycamores[8] (2005)
  - Drenched in Light[9](2006)
  - A Thousand Voices[10] (2007)
- Texas Hill Country books		
  - Texas Cooking[11] (2003)
  - Lone Star Café[12] (2004)
  - Over the Moon at the Big Lizard Diner[13] (2005)
- Blue Sky Hill books		
  - A Month of Summer[14] (2008)
  - The Summer Kitchen[15](2009)
  - Beyond Summer[16] (2010)
  - Dandelion Summer[17] (2011)
- Daily, Texas books 		
  - Talk of the Town[18]	(2008)
  - Word Gets Around[19]	(2009)
  - Never Say Never[20] (2010)
- Moses Lake books
  - Larkspur Cove[21] (2010)
  - Blue Moon Bay[22] (2012)
  - Firefly Island[23] (2013)
  - Wildwood Creek[24] (2014)
- Carolina Chronicles		
  - The Sea Glass Sisters[25] (2013)
  - The Prayer Box[26] (2013)
    - A Caixa de Orações (em Portugal, Edições Chá das Cinco, 2023)

  - The Tidewater Sisters[27] (2014)
  - The Story Keeper[28]	(2014)
  - The Sandcastle Sister[29] (2015)
  - The Sea Keeper's Daughters[30] (2015)
  - Sisters (2016)
- Outer Banks short stories/novellas		
  - A Sandy's Seashell Shop Christmas (2014)
- Standalone novels		
  - Before We Were Yours[31]	(2017)[32][33]
    - Antes de Sermos Vossos (em Portugal, Edições Chá das Cinco, 2018)

  - The Book of Lost Friends[34]	(2020)[35]
    - O Livro dos Amigos Perdidos (em Portugal, Edições Chá das Cinco, 2021)

  - Shelterwood (Junho de 2024)

### Não-ficção
- Before and After,[36] com Judy Christie (2019)